# Esteatita

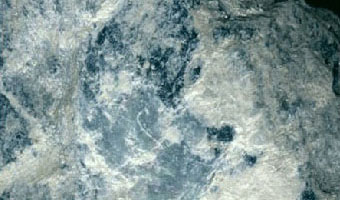
Esteatita

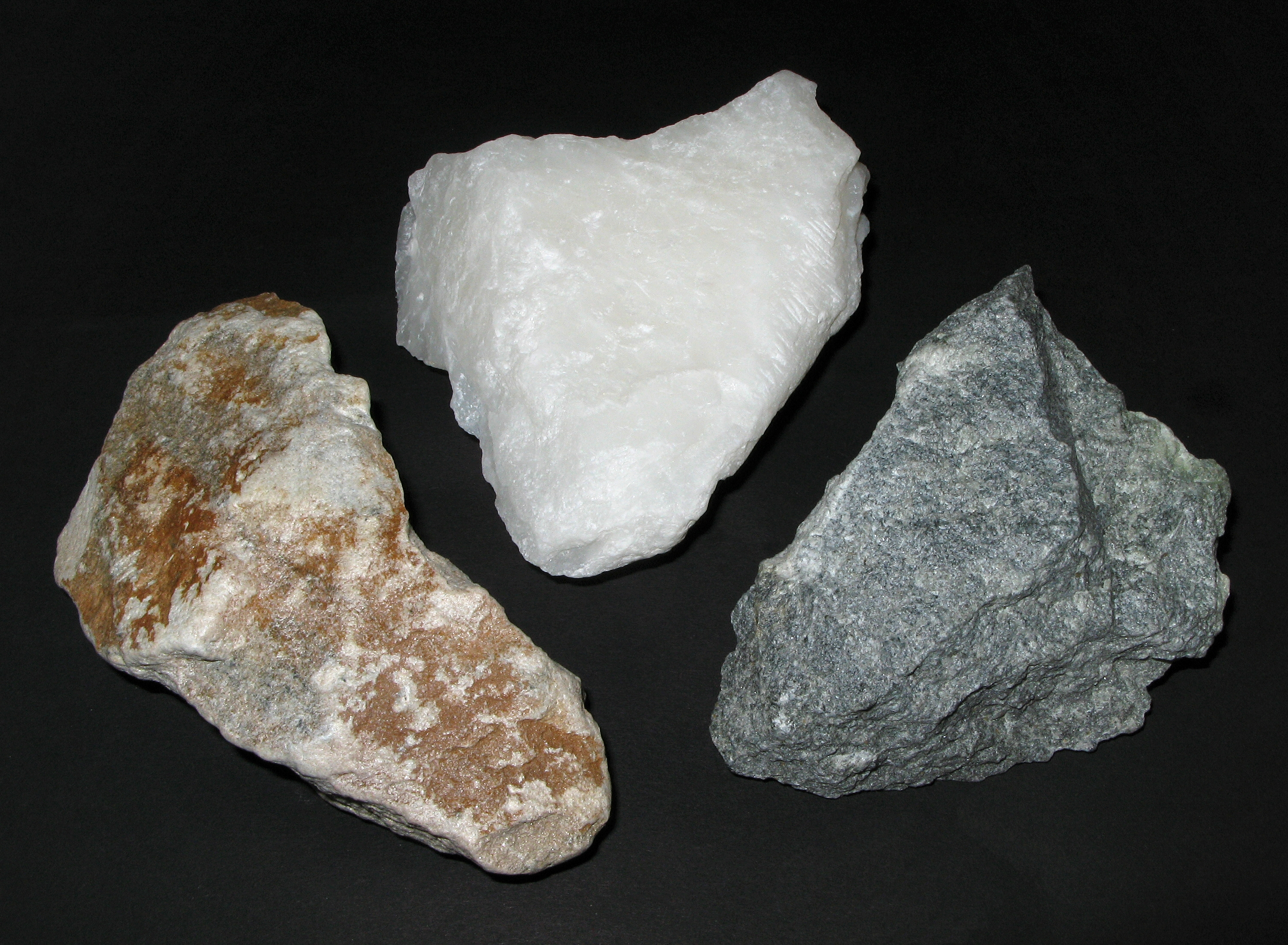
Esteatitas, piedras en bruto en diferentes colores.

La esteatita, también conocida como piedra o roca de jabón, es una  roca metamórfica muy blanda, de tipo predominantemente ultramáfico compuesto en gran parte por mineral de talco, por lo que es rica en magnesio, y con pequeñas cantidades de clorita, anfíboles, piroxenos, óxidos (piritas y magnetitas), carbonatos, olivino, serpentina y micas negras. Se produce por metamorfismo dinamotérmico y metasomatismo en las zonas donde las placas tectónicas están subducidas, cambiando las rocas por calor y presión, con afluencia de fluidos, pero sin fusión.
Desde un punto de vista físico, tienen características particulares, ya que son a la vez resistentes y blandas y, por lo tanto, relativamente fáciles de manejar con herramientas simples y ha sido un material usado para el tallado durante miles de años. Además, estas rocas tienen una alta capacidad calorífica, por lo que son usadas en hornos y estufas; también son un buen aislante eléctrico.

## Petrología

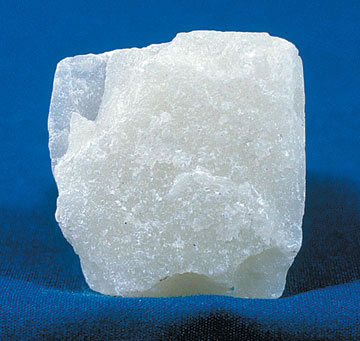
Un bloque de talco

Petrológicamente, la esteatita está compuesta predominantemente de talco, con cantidades variables de clorita y anfíboles (típicamente tremolita, antofilita y cummingtonita, de ahí su nombre obsoleto, magnesiocummingtonita), y trazas menores de óxidos de hierro y cromo. Puede ser esquistosa o masiva. La esteatita está formada por el metamorfismo de los protolitos ultramáficos (por ejemplo, dunita o serpentinita) y el metasomatismo de las dolomías silíceas.
En masa, la esteatita «pura» es aproximadamente 63.37 % de sílice, 31.88 % de magnesia y 4.74 % de agua. Generalmente contiene pequeñas cantidades de otros óxidos como CaO o Al2O3.
La pirofilita, un mineral muy similar al talco, a veces se denomina piedra de jabón en el sentido genérico, ya que sus características físicas y usos industriales son similares, y porque también se usa comúnmente como material de talla. Sin embargo, este mineral generalmente no tiene una sensación tan jabonosa como la esteatita.

## Características físicas
La esteatita es relativamente suave debido a su alto contenido de talco, que tiene un valor de definición de 1 en la escala de dureza de Mohs. Los grados más suaves pueden parecerse al jabón cuando se tocan, de ahí el nombre. No se da una dureza fija para la esteatita porque la cantidad de talco que contiene varía ampliamente, desde el 30 % para los grados usados en construcción, como los que se usan en las encimeras, hasta un 80 % para los grados usados para la talla.
La esteatita se usa a menudo como un aislante eléctrico en edificios y componentes eléctricos, debido a su durabilidad y características eléctricas y porque se puede presionar en formas complejas antes de dispararse. La esteatita sufre transformaciones cuando se calienta a temperaturas de 1000−1200 °C en enstatita y cristobalita; en la escala de Mohs, esto corresponde a un aumento en la dureza hasta 5,5−6,5.
Sus propiedades físicas son:
- Dureza de Mohs: 1 (100 % de talco)
- Densidad: 2.75 g/cm³
- Conductividad térmica: λ = 3.3 W/(K·m) (a 20 °C)
- Resistividad eléctrica específica: ρ = 1011 Ω·m²/m (a 20 °C); ρ = 103 a 105 Ω·m²/m  (a 600 °C)
- Calor específico: c = 0.98 kJ / (kg·Δθ) o 0.98 J/(g·Δθ)

## Origen
La formación y puesta en lugar de este tipo de roca requiere condiciones especiales, lo que explica su rareza (menos del 1 % de las rocas alpinas). El origen primario está en el manto, en condiciones de alta presión y temperatura. Durante los varios movimientos asociados con la formación del arco alpino, algunas de estas rocas pudieron alcanzar la superficie, en particular por obducción.
Las fuertes restricciones tectónicas que acompañan al desplazamiento hacia la superficie causan generalmente geometrías lenticulares y zonificadas, la zona de reacción entre la roca madre ultramáfica y el encajamiento representa lo que comúnmente se denomina esteatita o «piedra ollar». Los procesos de aporte de gas, de reequilibrio petroquímicos y de cambios geométricos tienen lugar a profundidades de unos 10 km, con la erosión y la obducción de algunas napas y macizos llevan finalmente este material a la superficie.

## Usos

### Prehistoria

Collar neolítico en esteatita (Museo de Toulouse)

La explotación de la esteatita está atestiguada desde el Paleolítico superior (Venus de Savignano y Venus Grimaldi, especialmente) y del Neolítico (collares, figuras). Se utilizó en la producción de vasos y  jarrones (Jiroft en Irán, península de Omán, por ejemplo), de sellos (valle del Indo, Baréin, Faïlaka) o de estatuas (Bactriana, Susa en Irán, Mohenjo-Daro en Pakistán) .

### Usos históricos

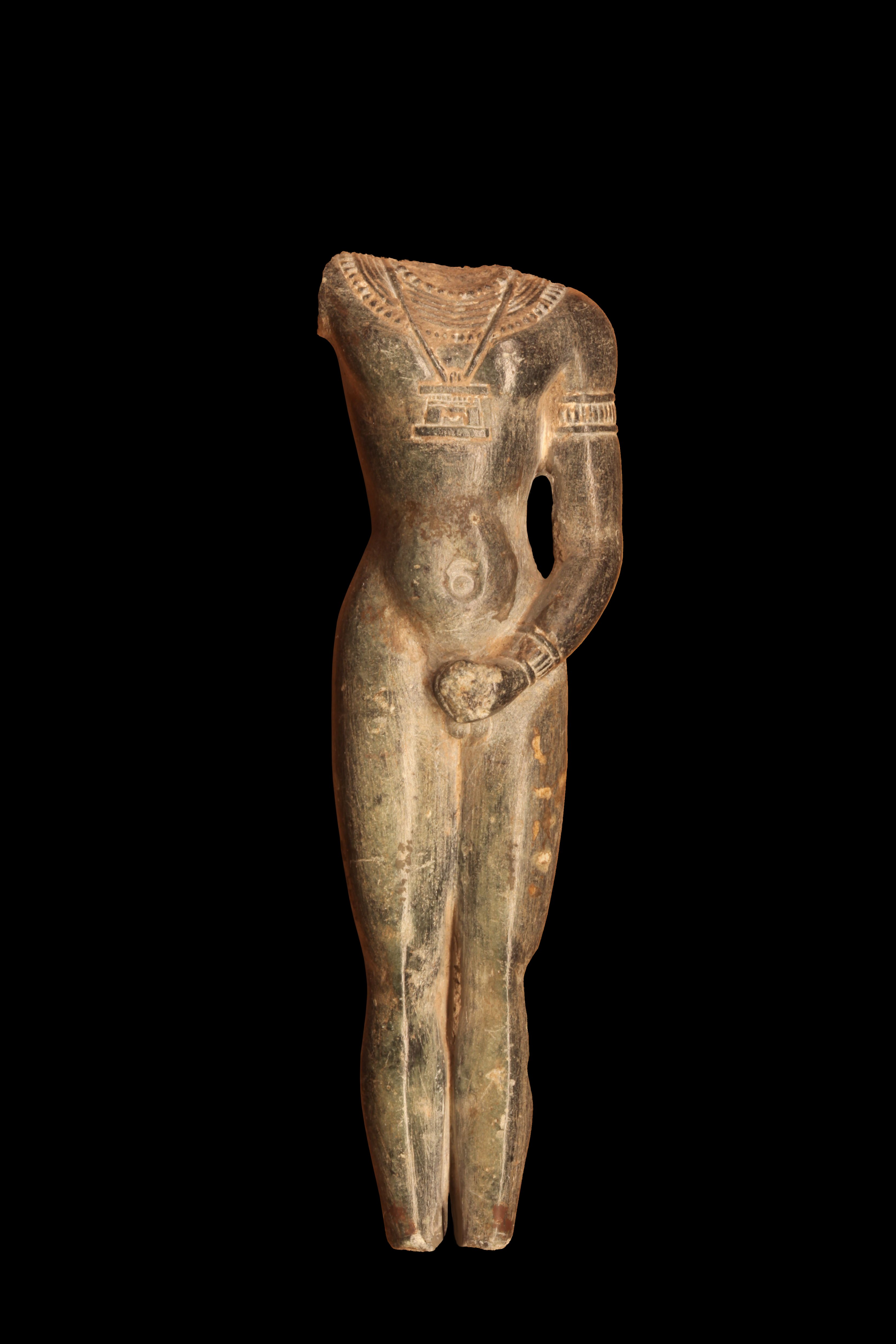
Min-Amon, fin del Nuevo Imperio (ca. 1200 a. C.).

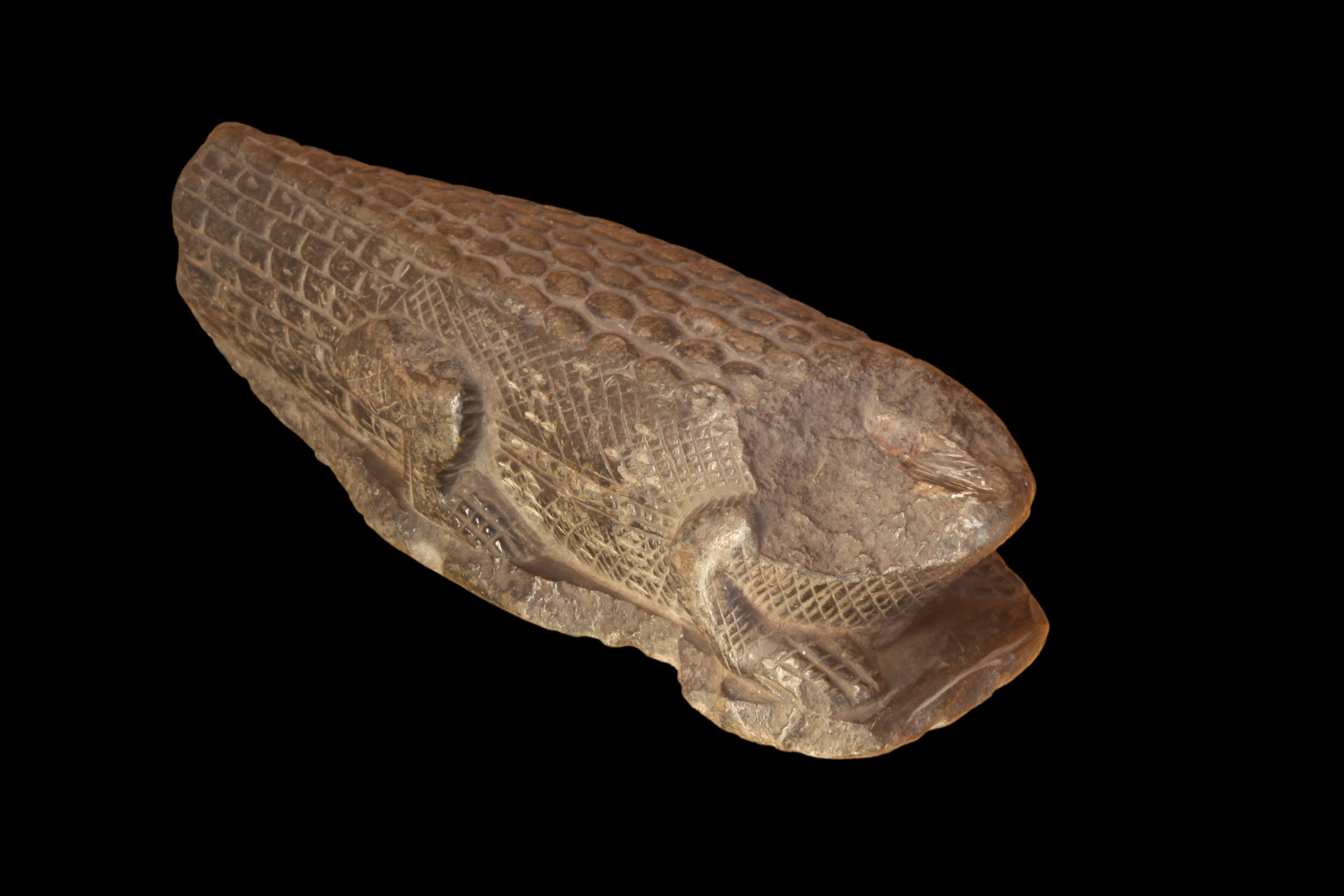
Cocodrilo del Antiguo Egipto, tercer período intermedio.

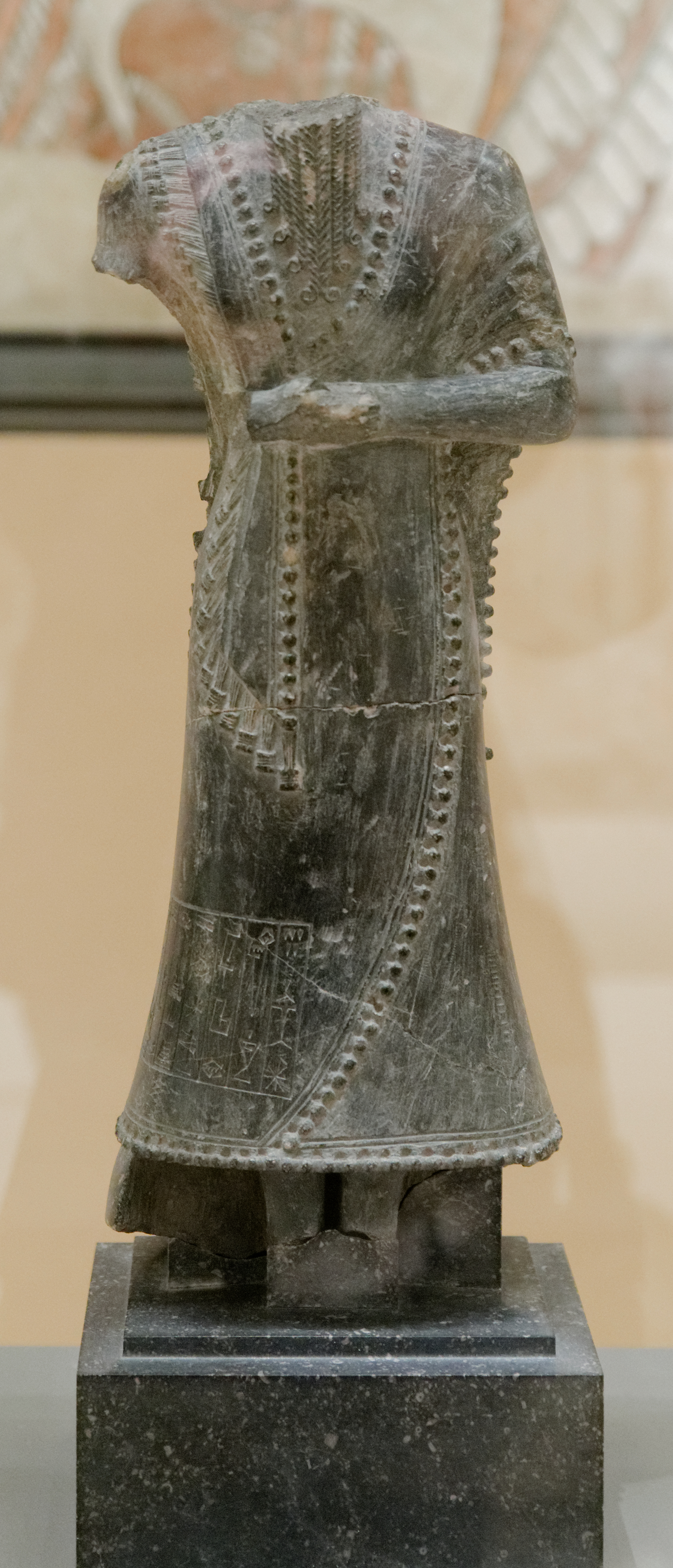
La estatua de Iddi-Ilum de Mari, del, está hecha de esteatita.

La antigua ciudad comercial de Tepe Yahya en el sureste de Irán fue un centro de producción y distribución de la esteatita desde el V al III milenio a. C.
En el Antiguo Egipto los amuletos/sellos de escarabeos se hacían frecuentemente con esteatita vidriada.
También se usó en la Creta minoica.  El uso de la esteatita está atestiguado desde el II milenio a. C. en Cnosos, donde las excavaciones arqueológicas han recuperado  en el palacio de Cnosos una magnífica tabla de libación hecha de esteatita. También ha sido usada en la antigua ciudad de Mari en la actual Siria, para la creación de estatuas dedicadas al gobernador de la ciudad o a los dioses.
Es a partir del I milenio a. C. cuando realmente su uso se ve en Europa, en recipientes adaptados a la mano o torneados. Es la conformación de estos contenedores lo que marca el comienzo de una producción a gran escala, una vikinga  y la otra típicamente alpina (como para el cristal de roca). La artesanía de la esteatita se extiende por todo el arco alpino, compitiendo localmente con la cerámica durante el Imperio Inferior y, en menor medida, durante la Alta Edad Media, y gozó de una amplia circulación durante esos períodos en las regiones vecinas. Desde la Edad Media al siglo XX, el uso de la esteatita parece estar limitado a las regiones alpinas y a la producción de hornos y cacerolas (Museo de Cevio, cantón del Tesino, Suiza).
Debido a su facilidad de talla, la esteatita también se ha utilizado ampliamente en escultura, principalmente para sellos, como los sellos chinos.
Los vikingos cortaban la esteatita directamente del frente de piedra, la formaban en ollas y las vendían en sus tierras y en el extranjero.
Los inuit a menudo utilizaban la esteatita para las tallas tradicionales. Algunas tribus y bandas de nativos americanos hacían cuencos, planchas de cocina y otros objetos de esteatita; históricamente, esto fue particularmente común durante el período arqueológico del Arcaico Tardío.
Los yorubas de Nigeria Occidental utilizaron la esteatita para varias estatuas, especialmente en Esie, donde los arqueólogos han descubierto cientos de estatuas masculinas y femeninas aproximadamente de la mitad de tamaño natural. Los yorubas de Ife también produjeron un obelisco de esteatita en miniatura con tachuelas de metal llamado supersticiosamente «el personal de Oranmiyan».
Algunos nativos americanos usan la esteatita para pipas de fumar; numerosos ejemplos se han encontrado entre los artefactos de diferentes culturas y todavía se usan hoy en día. Su baja conducción de calor permite fumar de forma prolongada sin que la cánula se caliente incómodamente.
Canteras locales de esteatita fueron usadas por los talladores de lápidas en el siglo XIX en el noreste de Georgia, Estados Unidos, alrededor de Dahlonega y Cleveland, como piedra de campo simple y tumbas de  "slot and tab" ("ranura y pestaña").
Pequeños bloques de esteatita (8"×10"×1") se calentaban en estufas o cerca del fuego y se usaban como calentadores para templar las frías ropas de cama o para mantener las manos y los pies calientes mientras se viajaba en trineos.

### Usos modernos

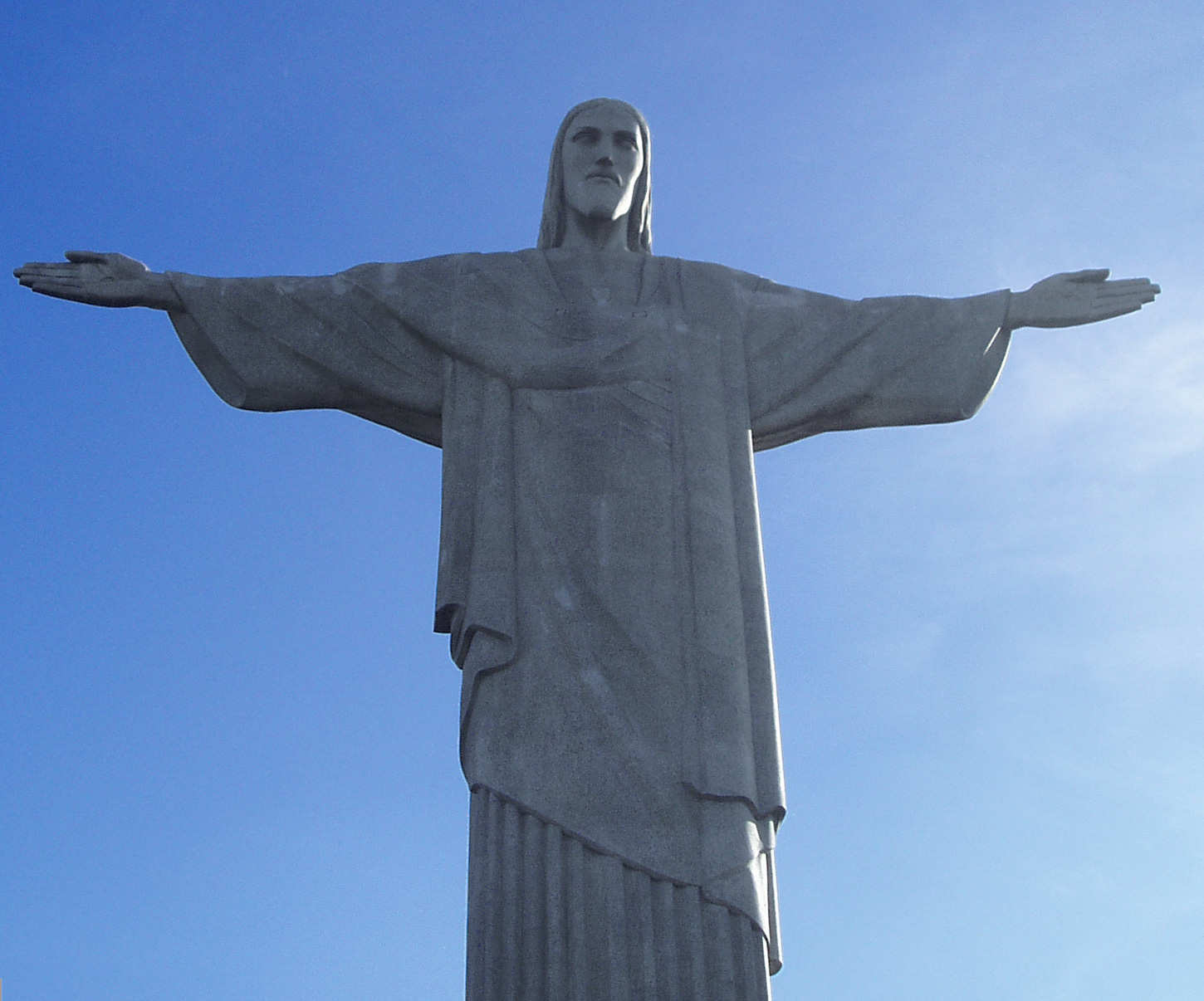
Las capas exteriores de la escultura del Cristo Redentor en Río de Janeiro están hechas de esteatita

La esteatita se ha utilizado en la India durante siglos como material de talla. Aun hoy, la minería para satisfacer la demanda mundial de esteatita está amenazando el hábitat de los tigres de la India.
En Brasil, especialmente en Minas Gerais, debido a la abundancia de minas de esteatita en ese estado brasileño, los artesanos locales todavía elaboran objetos de ese material, como ollas y sartenes, copas de vino, estatuas, joyeros, posavasos y jarrones. Estas artesanías se venden comúnmente en mercados callejeros que se encuentran en ciudades de todo el estado. Algunas de las ciudades más antiguas, en particular Congonhas, Tiradentes y Ouro Preto,  todavía tienen algunas de sus calles pavimentadas con esteatita de la época colonial.
Hoy en día, la esteatita se usa a veces para la construcción de envolventes de chimeneas, revestimientos de estufas de leña, y como material preferido para los calentadores de mampostería con leña, porque puede absorber, almacenar e irradiar uniformemente el calor debido a su alta densidad y al contenido de magnesita (MgCO3) y es muy resistente al fuego.  La esteatita también se usaba para los quemadores de las lámparas de acetileno, con una base de latón, cobre o aluminio. Su alta capacidad calorífica también la convierte en una piedra ideal para estufas, distribuyendo el calor de una manera ideal para calentar una casa. También se utiliza en algunos calentadores de agua eléctricos como una barrera entre la resistencia eléctrica y el agua a calentar, además de hacer posible cambiar la resistencia sin vaciar el agua.
También se utilizan para aplicaciones arquitectónicas, como encimeras y azulejos y baldosas de baño, bases de ducha y superficies interiores, debido a la facilidad de trabajar el material y a su propiedad como «piedra silenciosa».  Con el tiempo, a medida que aumenta la pátina, de forma natural adquieren una apariencia erosionada o envejecida.
Las minas activas de esteatita en América del Norte incluyen una al sur de la ciudad de Quebec con productos comercializados por Canadian Soapstone, las minas Treasure y Regal en el condado de Beaverhead, Montana, explotadas por la empresa Barretts Minerals Company, y otra en el centro de Virginia operada por la Alberene Soapstone Company. La esteatita arquitectónica se extrae en Canadá, Brasil, India y Finlandia, y se importa a los Estados Unidos.
Los soldadores y los caldereros utilizan la esteatita  como marcador debido a su resistencia al calor; permanece visible cuando se aplica calor. También ha sido utilizada durante muchos años por costureras, carpinteros y otros artesanos como herramienta de marcado porque sus marcas son visibles y no permanentes.
La esteatita se puede usar para fabricar moldes para fundir objetos de metales blandos, como el estaño o la plata. La piedra blanda se talla fácilmente y no se degrada con el calentamiento. La superficie resbaladiza de la esteatita permite eliminar fácilmente el objeto terminado.
Las esteatitas se pueden poner en un congelador y luego usarse en lugar de los cubitos de hielo para enfriar las bebidas alcohólicas sin diluirlas. Algunas veces llamadas piedras de whisky, se introdujeron por primera vez alrededor de 2007. La mayoría de las piedras de whisky tienen un acabado semipulido, que conserva el aspecto suave de la esteatita natural, mientras que otras están muy pulidas.
Las cerámicas de esteatita son porcelanas biaxiales de bajo costo de composición nominal (MgO)3(SiO2)4.  La esteatita se usa principalmente por sus propiedades dieléctricas y de aislamiento térmico en aplicaciones tales como baldosas, sustratos, arandelas, casquillos, molduras y pigmentos. También se utiliza como aislante en instalaciones de alta tensión que tienen que soportar grandes cargas mecánicas, por ejemplo aisladores de radiador de mástil.

## Seguridad en Estados Unidos
La exposición a la esteatita en el lugar de trabajo, al inhalarlo, al estar en contacto con la piel o en contacto con los ojos, está regulada en los Estados Unidos. La Administración de Seguridad y Salud Ocupacional ha establecido el límite legal (límite de exposición permisible) para la exposición a la esteatita en el lugar de trabajo en 20 millones de partículas por pie cúbico durante una jornada laboral de 8 horas. El Instituto Nacional de Seguridad y Salud Ocupacional (National Institute for Occupational Safety and Health) ha establecido un límite de exposición recomendado de 6 mg/m³ de exposición total y 3 mg/m³ de exposición respiratoria durante un día laboral de 8 horas. A niveles de 3000 mg/m³, la esteatita  constituye un peligro inmediato para la vida y la salud.

## Otros nombres
- La piedra combarbalita, extraída exclusivamente en Combarbalá, Chile, es conocida por sus numerosos colores. Si bien no son visibles durante la minería, aparecen después del refinado.
- Las piedras palewa y gorara son tipos de esteatita de India.
- Se utiliza una variedad de otros nombres regionales y de marketing para la esteatita,[20] como:

- en francés, pierre à savon, saponite (piedra de jabón o jabonita),
  - craie de Briançon (tiza de Briançon),
  - pierre ollaire (piedra ollar), del latín ollare: hacer ollas,
- piedra de Mbigou, (Gabón),
- en inglés, soapstone o soaprock,
- en alemán, Speckstein o Seifenstein,
- en italiano, pietra ollare,
- en neerlandés, speksteen o zeepsteen,
- en portugués, pedra sabão.

## Galería de imágenes

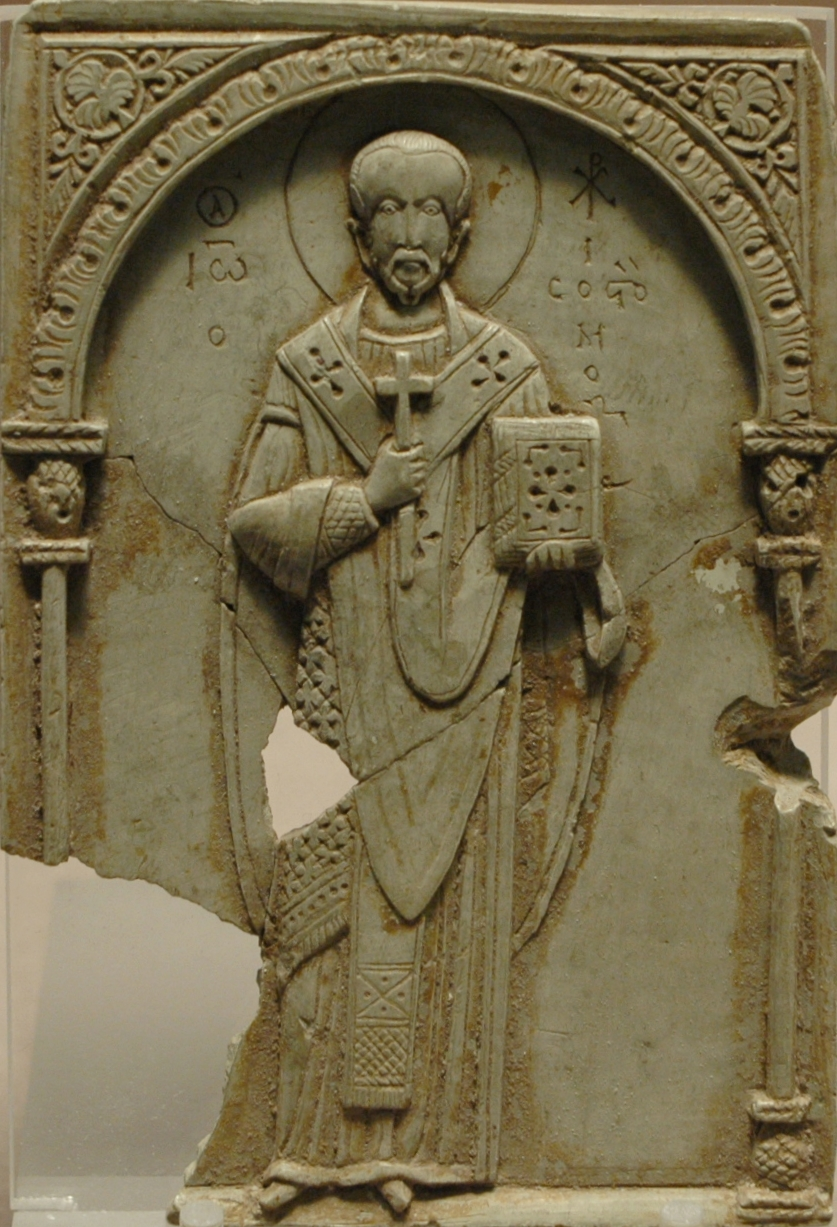
Relieve en esteatita, San Giovanni Crisostomo (siglo XI), Museo del Louvre, París.
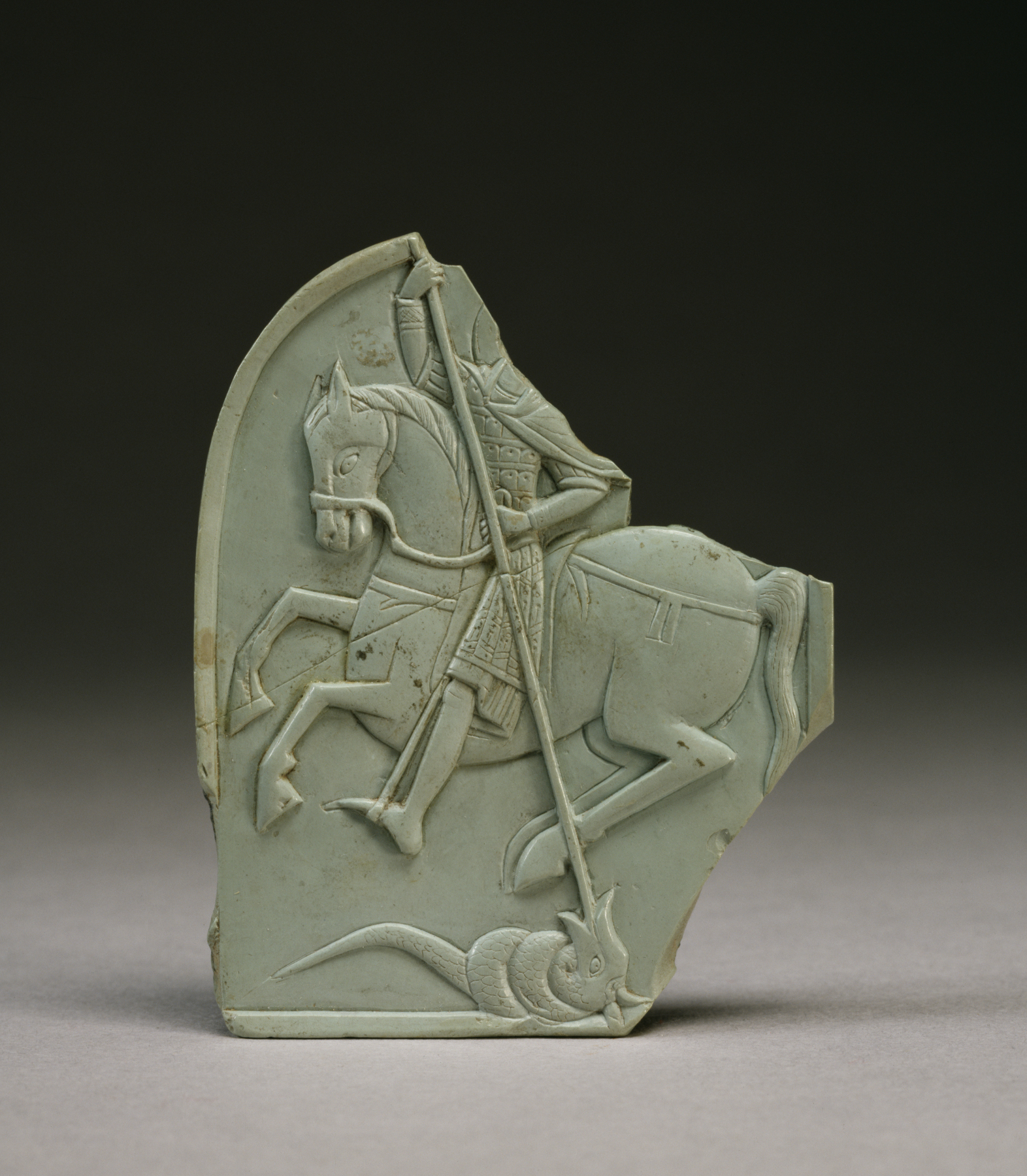
Relieve bizantino del siglo XII de san Jorge y el dragón
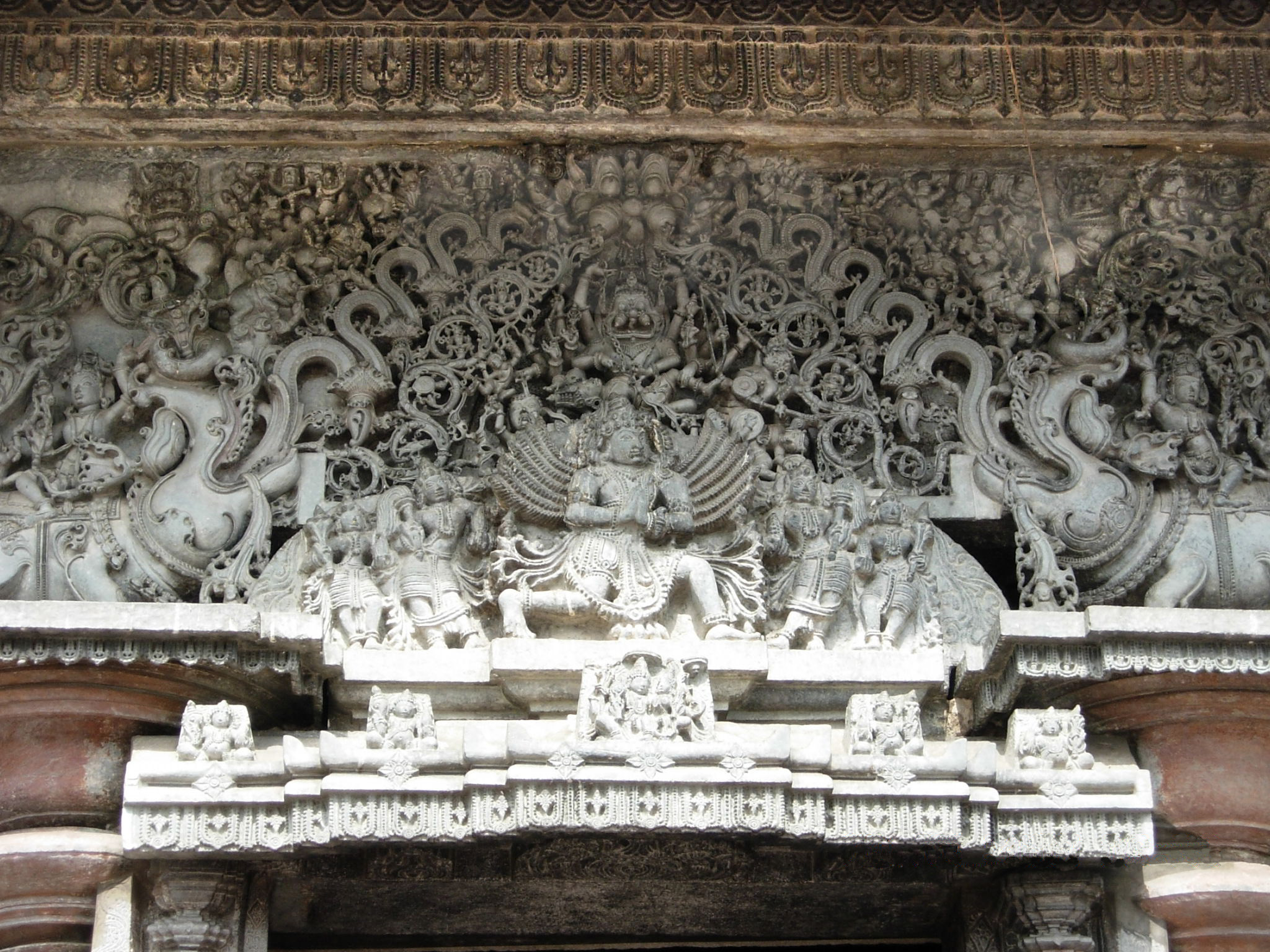
Escultura de esteatita en el templo de Hoysala en Belur, India.
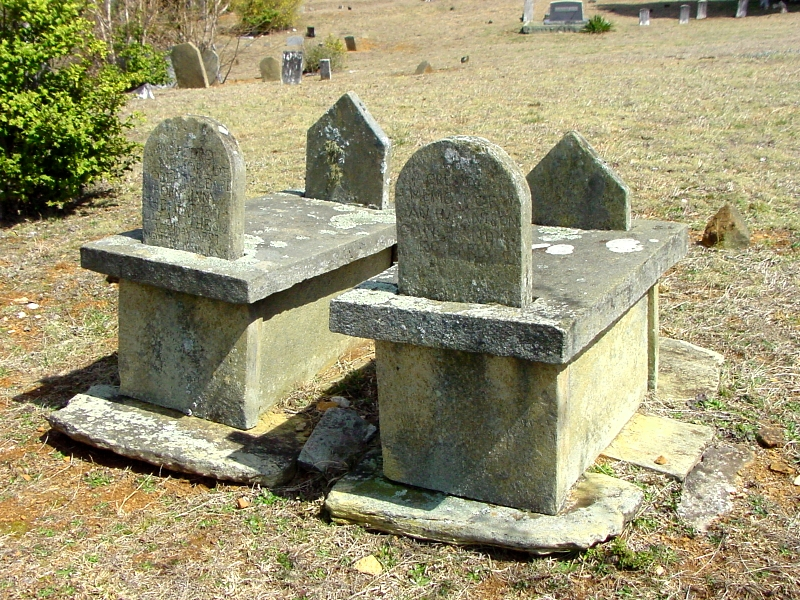
Tumba de ranura y pestaña de esteatita  en Dahlonega (Georgia)
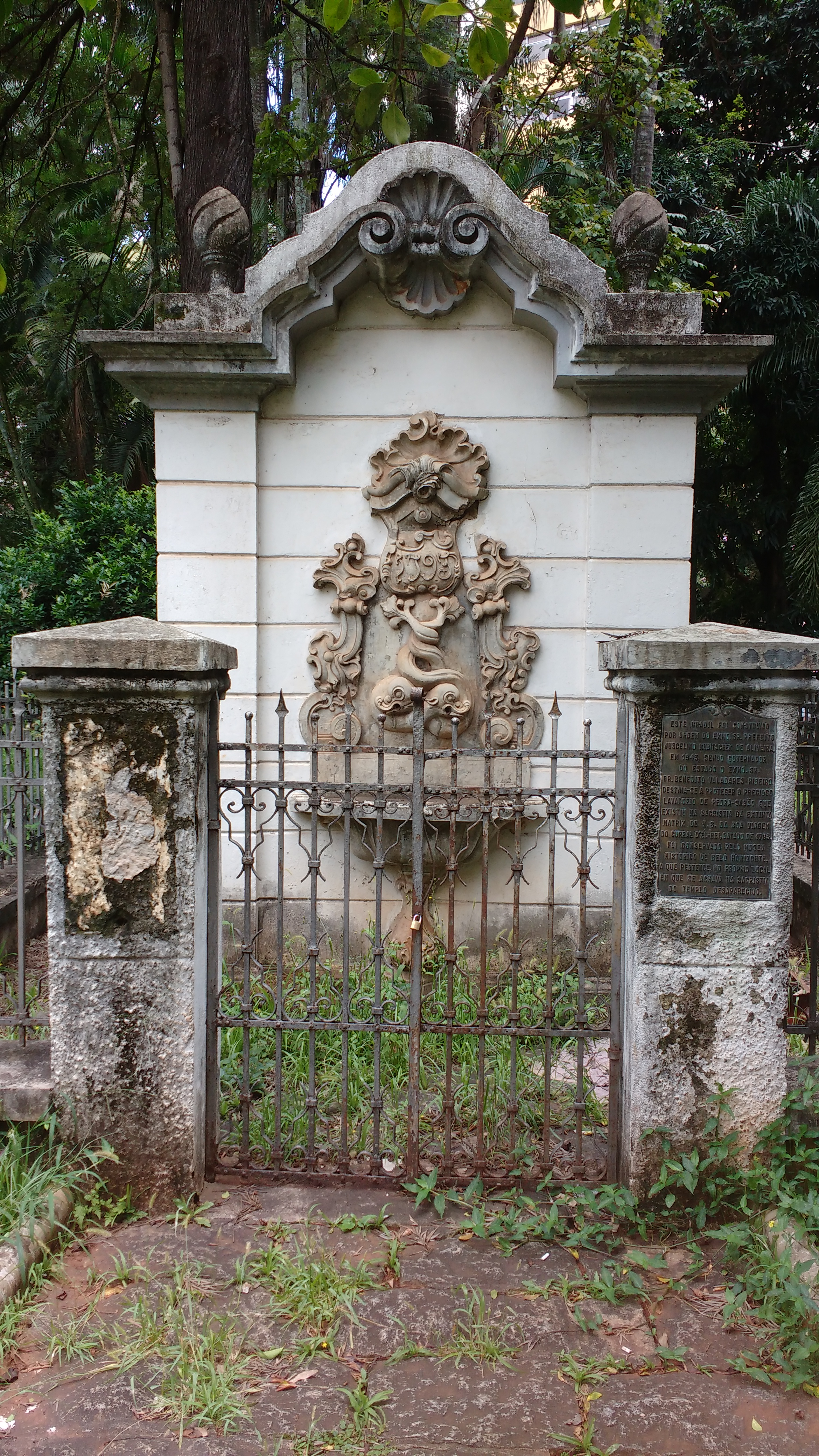
Una fuente hecha con esteatita, cerca de la  catedral de Nuestra Señora del Buen Viaje, en Belo Horizonte, Brasil.
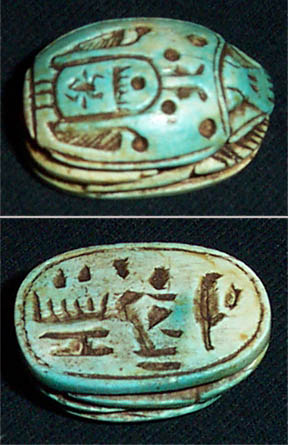
Un amuleto egipcio de un escarabeo de esteatita tallado y esmaltado
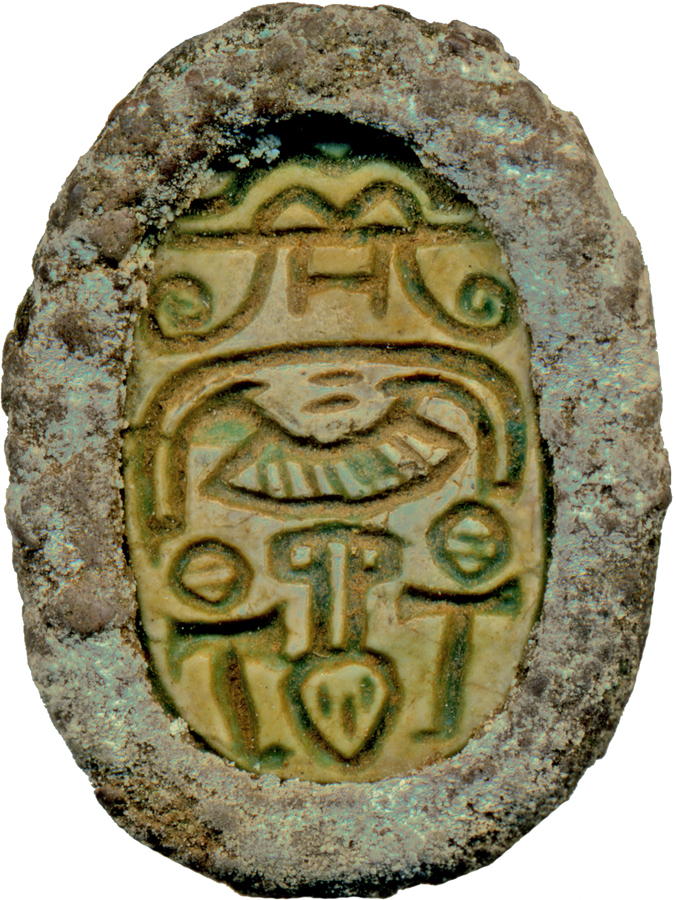
Escarabeo de esteatita en el Museo de Arte Walters